# Erotica
Erotica – piąty album studyjny Madonny.
Album był częścią większej akcji medialnej. W tym samym czasie, co płyta, wydana została książka zatytułowana Sex, a na ekrany kin wszedł thriller erotyczny Body of Evidence (w Polsce: Sidła miłości), w którym Madonna grała główną rolę kobiecą. Wydarzeniem wieńczącym te wszystkie działania było tournée piosenkarki zatytułowane Girlie Show. Motywem łączącym wszystkie elementy kampanii był seks i erotyka.
Płyta ukazała się w dwóch wersjach: oryginalnej, do której przy wznowieniu dodano oznaczenie Parental Advisory – Explicit Lyrics, oraz tak zwanej "czystej", czyli bez ostrzeżenia, ale z usuniętym utworem „Did You Do It?”.
Album jest jednym z najgorzej sprzedających się studyjnych wydawnictw Madonny, został sprzedany w łącznym nakładzie ponad 6 mln egzemplarzy (2 mln w USA). Przyczyną była krytyka Madonny ze strony mediów i opinii publicznej w tamtym okresie.

## Lista utworów
| #   | Tytuł | Czas |
| --- | --- | ---- |
| 1.  | "Erotica" Autor: Madonna Ciccone, Shep Pettibone, Anthony Shimkin Producent: Madonna, Shep Pettibone                      | 5:18 |
| 2.  | "Fever" Autor: John Davenport, Eddie Cooley Producent: Madonna, Shep Pettibone                                            | 5:00 |
| 3.  | "Bye Bye Baby" Autor: Madonna Ciccone, Shep Pettibone, Anthony Shimkin Producent: Madonna, Shep Pettibone                 | 3:56 |
| 4.  | "Deeper and Deeper" Autor: Madonna Ciccone, Shep Pettibone, Anthony Shimkin Producent: Madonna, Shep Pettibone            | 5:33 |
| 5.  | "Where Life Begins" Autor: Madonna Ciccone, André Betts Producent: Madonna, André Betts                                   | 5:57 |
| 6.  | "Bad Girl" Autor: Madonna Ciccone, Shep Pettibone, Anthony Shimkin Producent: Madonna, Shep Pettibone                     | 5:23 |
| 7.  | "Waiting" Autor: Madonna Ciccone, André Betts Producent: Madonna, André Betts                                             | 5:46 |
| 8.  | "Thief of Hearts" Autor: Madonna Ciccone, Shep Pettibone, Anthony Shimkin Producent: Madonna, Shep Pettibone              | 4:51 |
| 9.  | "Words" Autor: Madonna Ciccone, Shep Pettibone, Anthony Shimkin Producent: Madonna, Shep Pettibone                        | 5:55 |
| 10. | "Rain" Autor: Madonna Ciccone, Shep Pettibone Producent: Madonna, Shep Pettibone                                          | 5:24 |
| 11. | "Why's It So Hard" Autor: Madonna Ciccone, Shep Pettibone, Anthony Shimkin Producent: Madonna, Shep Pettibone             | 5:23 |
| 12. | "In This Life" Autor: Madonna Ciccone, Shep Pettibone Producent: Madonna, Shep Pettibone                                  | 6:23 |
| 13. | "Did You Do It?" featuring Mark Goodman & Dave Murphy Autor: Madonna Ciccone, André Betts Producent: Madonna, André Betts | 4:54 |
| 14. | "Secret Garden" Autor: Madonna Ciccone, André Betts Producent: Madonna, André Betts                                       | 5:32 |

## Twórcy
- Madonna – śpiew
- André Betts – syntezator, bas, pianino, instrumenty smyczkowe, perkusja, klawisze, syntezator strunowy
- Donna De Lory oraz Niki Haris – śpiew wspierający
- Jerome Dickens – gitara
- Anton Fig – perkusja
- Mark Goodman – głosy
- Joe Moskowitz – perkusja, klawisze
- Dave Murphy – głosy
- Paul Pesco – gitara
- Shep Pettibone – klawisze
- James Preston – pianino, klawisze, syntezator instrumentów smyczkowych
- Jimmy Preston – pianino
- Tony Shimkin – klawisze, syntezator instrumentów smyczkowych
- Donny Wilensky – saksofon
- Doug Wimbish – bas

## Certyfikaty i sprzedaż
| Kraj              | Certyfikat          | Sprzedaż  |
| ----------------- | ------------------- | --------- |
| Australia         | 3 x platynowa płyta | 210 000   |
| Austria           | złota płyta         | 25 000    |
| Brazylia          | złota płyta         | 250 000   |
| Finlandia         | -                   | 30 000    |
| Francja           | platynowa płyta     | 300 000   |
| Hiszpania         | 2 x platynowa płyta | 120 000   |
| Holandia          | złota płyta         | 40 000    |
| Japonia           | platynowa płyta     | 370 000   |
| Kanada            | 2 x platynowa płyta | 200 000   |
| Meksyk            | platynowa płyta     | 250 000   |
| Niemcy            | złota płyta         | 250 000   |
| Polska            | złota płyta         | 55 000    |
| Singapur          | 2 x platynowa płyta | 30 000    |
| Stany Zjednoczone | 2 x platynowa płyta | 2 000 000 |
| Szwajcaria        | złota płyta         | 25 000    |
| Wielka Brytania   | 2 x platynowa płyta | 600 000   |
| Włochy            | 3 x platynowa płyta | 300,000   |

## Single
| #  | Tytuł                   | Data wydania  | [ 7 ] | Unia Europejska | [ 8 ]            | Polska |
| -- | ----------------------- | ------------- | ----- | --------------- | ---------------- | ------ |
| 1. | Erotica                 | wrzesień 1992 | # 3   | # ?             | # 3              | —      |
| 2. | Deeper and Deeper       | listopad 1992 | # 7   | # ?             | # 6              | —      |
| 3. | Bad Girl                | luty 1993     | # 36  | # ?             | # 10             | —      |
| 4. | Fever (poza USA)        | marzec 1993   | —     | # ?             | # 6              | —      |
| 5. | Rain                    | lipiec 1993   | # 14  | # ?             | # 7 (2 tygodnie) | —      |
| 6. | Bye Bye Baby (poza USA) | wrzesień 1993 | —     | # ?             | # —              | —      |